# Still in Search of the Fourth Chord
Still In Search of the Fourth Chord è un album rarità del gruppo inglese Status Quo, uscito nel 2008.

## Il disco
Si tratta di un doppio CD, contenente le tracce dell'album In Search of the Fourth Chord, e come secondo CD, delle tracce Live tratte dal Live at National Arboretum Westonbirt del 22 giugno 2008.

## Tracce

### Disco 1
1. Beginning of the End - 4:23 - (Rossi/Edwards)*
2. Alright - 4:12 - (Parfitt/Morris)
3. Pennsylvania Blues Tonight - 3:44 - (Rossi/Young)
4. I Don't Wanna Hurt You Anymore - 4:00 - (Rossi/Young)
5. Electric Arena - 5:25 - (Rossi/Young)
6. Gravy Train - 3:23 - (Edwards)
7. Figure of Eight - 4:08 - (Bown)
8. You're the One for Me - 3:30 - (Letley)
9. My Little Heartbreaker - 3:50 - (Rossi/Young)
10. Hold Me - 4:33 - (Parfitt/Morris/Climie)
11. Saddling Up - 3:42 - (Rossi/Bown)
12. Bad News - 5:05 - (Edwards)
13. Tongue Tied - 4:21 - (Rossi/Young)

Bonus Track
1. One By One - 4:14 - (Parfitt/Young)

### Disco 2
1. Caroline - 6:19 - (Rossi/Young)
2. Beginning of the End - 4:14 - (Rossi/Edwards)
3. In the Army Now - 4:04 - (Bolland/Bolland)
4. Down Down - 4:45 - (Rossi/Young)
5. Whatever You Want - 5:34 - (Parfitt/Bown)
6. Rockin' All Over the World - 3:52 - (Fogerty)

### Contenuto Multimediale
1. Beginning of the End (Video)

## Formazione
- Francis Rossi (chitarra solista, voce)
- Rick Parfitt (chitarra ritmica, voce)
- John 'Rhino' Edwards (basso, voce)
- Matt Letley (percussioni)
- Andy Bown (tastiere)